# Australutica xystarches
Australutica xystarches là một loài nhện trong họ Zodariidae.
Loài này thuộc chi Australutica. Australutica xystarches được Rudy Jocqué miêu tả năm 1995.